# Gustav von Aschenbach
Gustav von Aschenbach ist die fiktive Hauptfigur in Thomas Manns Novelle Der Tod in Venedig.

## Leben
Gustav Aschenbach wurde als Sohn eines Justizbeamten und einer Künstlerin geboren. Er wuchs auf in L., einer schlesischen Kreisstadt. Schon in frühen Jahren begann er mit dem Schreiben und konnte erste Erfolge verbuchen. Für sein Werk Friedrich wurde ihm an seinem 50. Geburtstag der Adelstitel vom Fürsten verliehen, er hieß nun also Gustav von Aschenbach. Weitere literarische Werke waren Maja und Ein Elender. Von Aschenbach lebte als verwitweter Vater einer verheirateten Tochter in München.
Aschenbachs Wesen ist geprägt von Disziplin und Selbstbeherrschung und orientiert sich an seinem Lieblingswort Durchhalten. Bereits als Kind lernte er, ohne Freundschaften auszukommen, da er wegen einer Krankheit die Schule nicht besuchen durfte, sondern Privatunterricht bekam. Dies prägte sein gesamtes Leben. 
Während eines Urlaubs in Venedig verfällt er dem schönen Knaben Tadzio, beobachtet ihn am Strand und folgt ihm und seiner Familie durch die Gassen der Stadt. Aschenbach infiziert sich an überreifen Erdbeeren mit der Cholera. Er stirbt einige Tage später, während er den auf einer Sandbank stehenden Jungen beobachtet, der ihm wie Hermes erscheint.

## Hintergrund
In seinem autobiographischen Vortrag On myself beschrieb Thomas Mann den Charakter als „einen Helden der Schwäche“, einen Leistungsethiker, der sich das Äußerste abringt und der die Züge Gustav Mahlers trägt, den er im September 1910 nach der Uraufführung der Achten Sinfonie getroffen hatte.
Unter dem Einfluss des Kritikers Samuel Lublinski fühlte Thomas Mann sich während der Entstehungszeit der Novelle vom Neoklassizismus angezogen und nahm sich vor, Aschenbach als Repräsentanten dieser Richtung zu gestalten.
Dass die häufig vorgebrachte Identität der Figur Aschenbach mit ihrem Autor nur partiell war, zeigen die in der Novelle dem Künstler zugeschriebenen Werke. Das Verzeichnis umfasst nur solche Veröffentlichungen und Projekte, die mit dem „Streben nach Repräsentanz“ vereinbar sind. So fehlt der Anteil des Simplicissimus, der mit seinen Satiren und Karikaturen dem staatserhaltenden Wesen Aschenbachs widersprochen hätte. Eine Novelle wie Tristan wäre wegen ihrer satirischen und selbstkritischen Teile aus der Feder Aschenbachs undenkbar. 
Gerade wegen dieses kritischen Talents konnte Thomas Mann die Haltung Aschenbachs und seinen „nationalpädagogischen“ Ehrgeiz als brüchig entlarven. So löste er sich auch schrittweise von der restaurativen Neuklassik, die er in dem Essay Über die Kunst Richard Wagners noch beschworen hatte. Mit dem Tod in Venedig variierte er das Thema einer gescheiterten Dekadenz-Überwindung der früheren Novelle Der kleine Herr Friedemann, in welcher der Protagonist an der jäh aufbrechenden Gewalt verdrängter Sinnlichkeit zugrunde geht.

## Film
In Luchino Viscontis Film Tod in Venedig (1971) wird Gustav von Aschenbach von Dirk Bogarde dargestellt. Abweichend von der literarischen Vorlage ist Aschenbach in diesem Film kein Schriftsteller, sondern Komponist.